# Nietykalni (film 1987)
Nietykalni (ang. The Untouchables) – amerykański film kryminalny z 1987 roku, w reżyserii Briana De Palmy na podstawie autobiografii Eliota Nessa. W rolach głównych wystąpili: Kevin Costner, Sean Connery, Robert de Niro oraz Andy García. Connery za rolę w tym filmie jako Jim Malone otrzymał Oscara za najlepszą rolę drugoplanową.

## Obsada
- Kevin Costner jako Eliot Ness
- Robert De Niro jako Al Capone
- Sean Connery jako Jim Malone
- Andy García jako agent George Stone
- Charles Martin Smith jako agent Oscar Wallace
- Richard Bradford jako szef policji Mike Dorsett
- Jack Kehoe jako Walter Payne
- Brad Sullivan jako George
- Billy Drago jako Frank Nitti
- Patricia Clarkson jako Catherine Ness
- Steven Goldstein jako Scoop
- Peter Aylward jako porucznik Anderson

### Nagrody
- Sean Connery – Oscar, najlepszy aktor drugoplanowy
- Sean Connery – Złoty Glob, najlepszy aktor drugoplanowy
- BAFTA, najlepsza muzyka
- Grammy, najlepsza muzyka
- Niebieska Wstążka, najlepszy film obcojęzyczny

- Nominacje
  - Oscar, najlepsza muzyka
  - Złoty Glob, najlepsza muzyka
  - Sean Connery – BAFTA, najlepszy aktor drugoplanowy
  - Oscar, najlepsza scenografia
  - César, najlepszy film zagraniczny